# 凱迪 (加利福尼亞州)
凱迪（英語：Keddie）是位於美國加利福尼亞州普盧默斯縣的一個人口普查指定地區。

## 地理
凱迪的座標為40°00′21″N 120°57′25″W / 40.00583°N 120.95694°W，而該地最高點為海拔高度995米（即3264英尺）。

## 人口
根據2010年美國人口普查的數據，凱迪的面積為1.671平方千米，當中陸地面積為1.671平方千米，而水域面積為0.000平方千米。當地共有人口66人，而人口密度為每平方千米39人。